# Ottawa (district électoral du Canada-Uni)
Pour les articles homonymes, voir Ottawa (homonymie).
Circonscription électorale provinciale du Canada
Ottawa est un district électoral de l'Assemblée législative de la province du Canada.

## Liste des députés
| Années | Années      | Député                  | Affiliation        |
| ------ | ----------- | ----------------------- | ------------------ |
|        | 1841 - 1842 | Charles Dewey Day       | Tory unioniste     |
|        | 1842 - 1844 | Denis-Benjamin Papineau | Canadien-français  |
|        | 1844 - 1848 | Denis-Benjamin Papineau | Tory               |
|        | 1848 - 1851 | John Egan               | Libéral            |
|        | 1848 - 1851 | John Egan               | Indépendant modéré |
|        | 1851 - 1854 | John Egan               | Réformiste         |
|        | 1854 - 1858 | Alanson Cooke           | Rouge              |
|        | 1858 - 1861 | Denis-Émery Papineau    | Rouge              |
|        | 1861 - 1863 | William McDonell Dawson | Conservateur       |
|        | 1863 - 1867 | Alonzo Wright           | Conservateur       |